# Liu Chi-hsiang
 (juin 2015).
Si vous disposez d'ouvrages ou d'articles de référence ou si vous connaissez des sites web de qualité traitant du thème abordé ici, merci de compléter l'article en donnant les références utiles à sa vérifiabilité et en les liant à la section « Notes et références ».
Liu Chi-hsiang (en chinois: 劉啟祥), né à Liuying, dans le Comté de Tainan sous domination japonaise le 3 février 1910, mort le 27 avril 1998, est un peintre taïwanais actif durant la période coloniale japonaise et l'après-guerre. Après avoir étudié l'art au Japon, il fut le premier peintre taïwanais à étudier la peinture en France à la fin des années 1930. Il vécut au Japon jusqu'à la fin de la Seconde Guerre mondiale, puis revint à Taïwan. Il s'installa à Kaohsiung en 1948. Il passa ses dernières années à faire la promotion de l'éducation artistique dans son île.